# Symplectoscyphus candelabrum
Symplectoscyphus candelabrum is een hydroïdpoliep uit de familie Sertulariidae. De poliep komt uit het geslacht Symplectoscyphus. Symplectoscyphus candelabrum werd in 2003 voor het eerst wetenschappelijk beschreven door Vervoort & Watson. 